# Veliki Školj (Pakoštane)
Koordinati:   43°54′09″N, 15°30′12″E
Veliki Školj je majhen nenaseljen otoček na Jadranskem morju, ki pripada Hrvaški.
Veliki Školj, na nekaterih zemljevidih tudi Veli Školj leži jugozahodno od mesta Pakoštane, od katerega je oddaljen okoli 1 km. Njegova površina meri 0,055 km². Dolžina obalnega pasu je 0,88 km. Najvišji vrh otočka je visok 27 mnm.